# 劉不盈
劉不盈（16世紀—17世紀），字夙知，號茂成，直隸保定府清苑縣人，明朝政治人物。

## 生平
九月二十三日生，治诗经。萬曆二十二年甲午科鄉試第八十七名舉人，二十三年（1595年）乙未科會試第二百九十七名，廷試二甲第五十二名進士，户部觀政，二十五年二月授官工部屯田司主事，榷浙江钞关，二十八年升都水司员外郎，歷升管河郎中。三十四年十月升浙江按察司副使，三十八年三月升山西右参政兼佥事，晉人感之，立生祠。丁内艱，三年未嘗携賓，四十三年四月起補湖廣參政，万历四十五年四月，升陕西按察使。卒于官。

## 家族
曾祖劉止，教谕。祖父劉卓，丁酉舉人、任兖州府同知。父劉惟恂，國子生。母高氏。慈侍下。兄劉不溢，庠生、官曹县知县。弟劉不已。娶郭氏，子祚昌、壽昌、會昌、泰昌。長子劉祚昌，字延熙，年十六，補弟子员。